# Ameridion marvum
Ameridion marvum là một loài nhện trong họ Theridiidae.
Loài này thuộc chi Ameridion. Ameridion marvum được Herbert Walter Levi miêu tả năm 1959.